# Antoine Desprez
Pour les articles homonymes, voir Desprez.

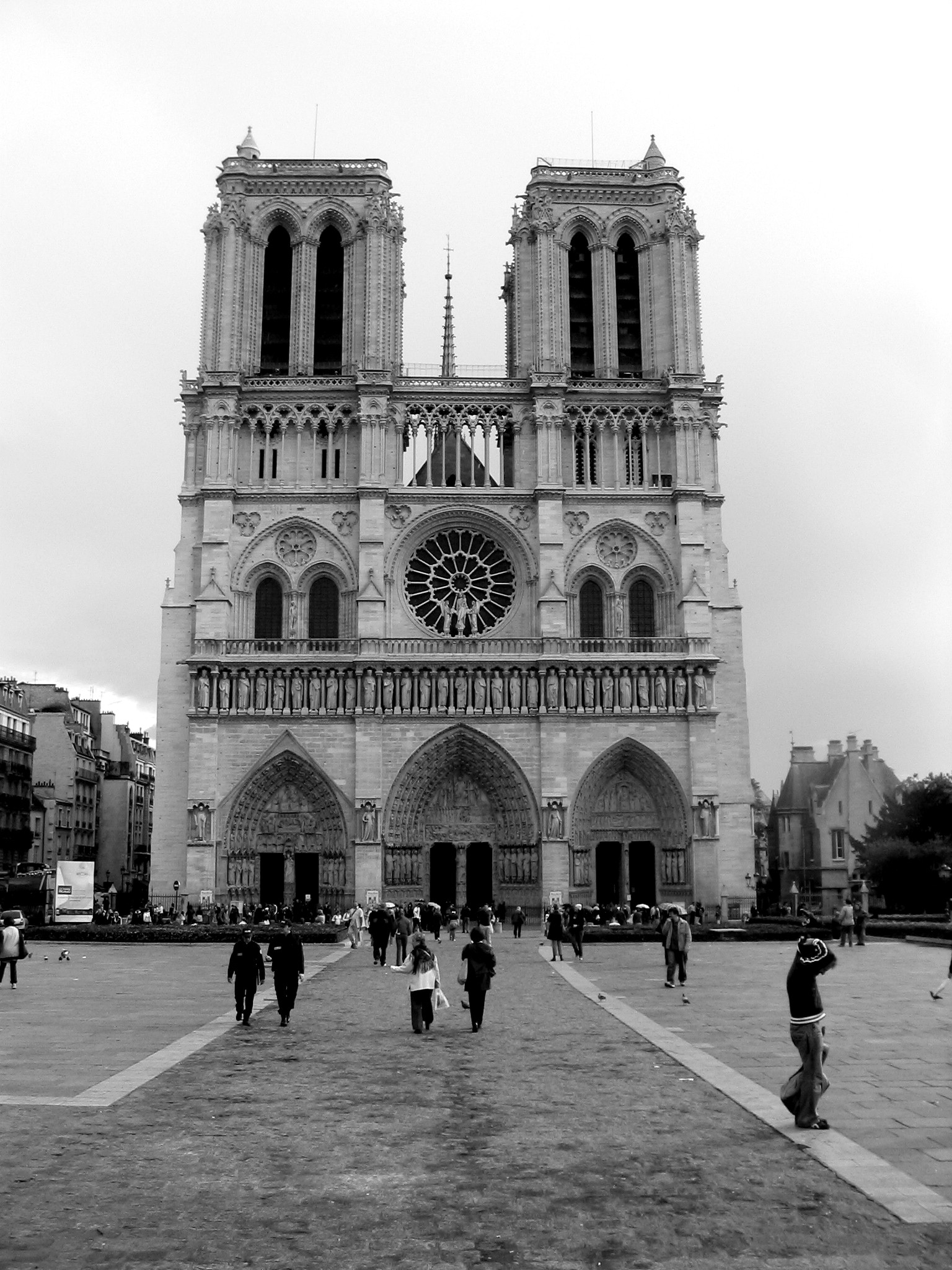
Cathédrale Notre-Dame de Paris

Antoine Desprez (17?? - 20 septembre 1806) fut organiste de la Cathédrale Notre-Dame de Paris 1802 à 1806.
Il contribua à la préservation de cet orgue par une intervention en 1794 à la Commission temporaire des Arts à une époque où la cathédrale était transformée en Temple de la Raison  en demandant à en jouer par cette déclaration : «le mélange des jeux produit différents effets plus beaux les uns que les autres et forme un orchestre qui peut très bien servir à accompagner nos chants civiques, peindre les sentiments des vrais républicains, peindre aussi les foudres que nous réservons aux tyrans  ».